# Page-three girl

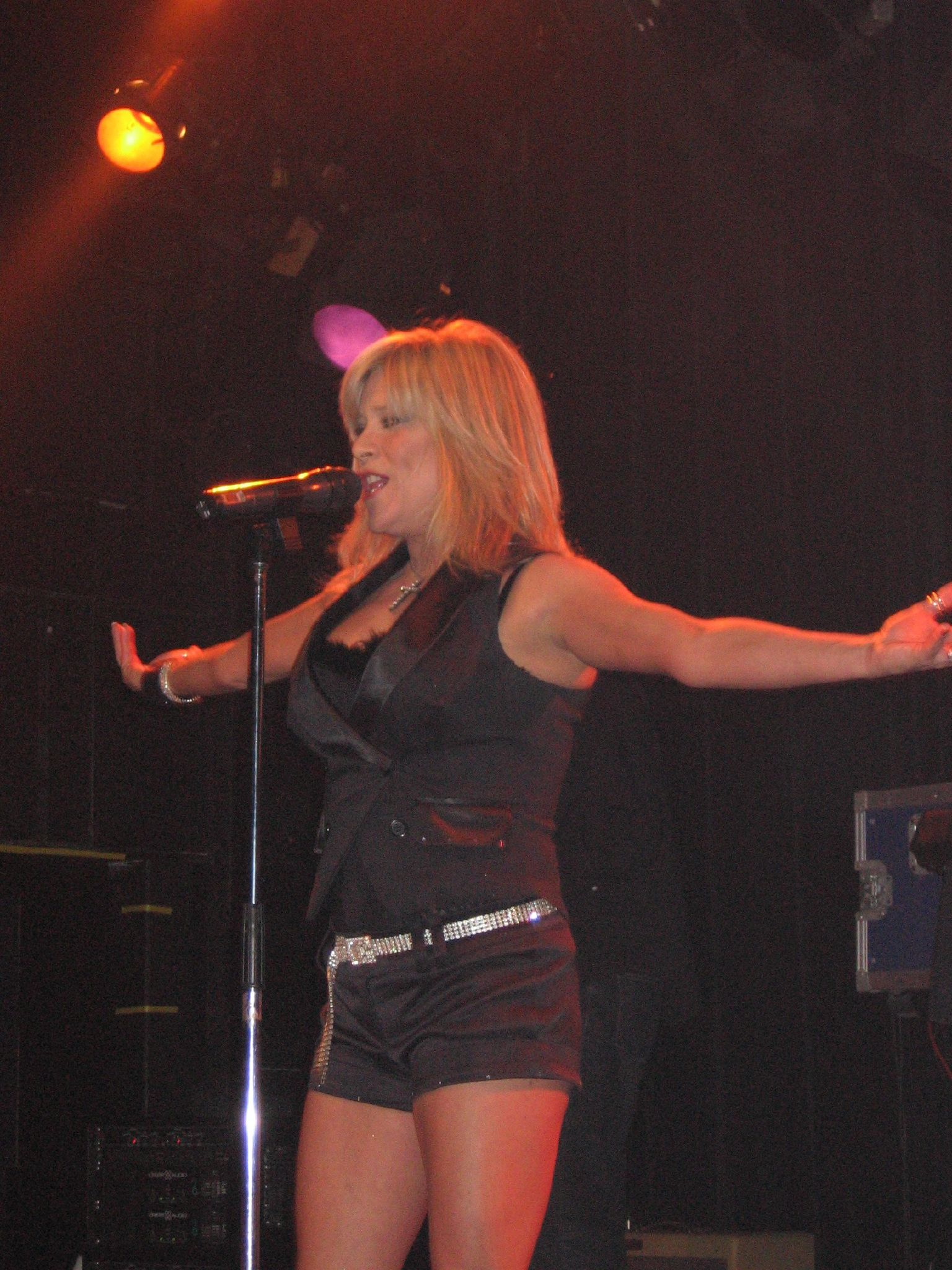
Page-three girl Samantha Fox

Een page-three girl is een naakte of schaars geklede, jonge vrouw wier foto op pagina 3 van een aantal Britse boulevardbladen is gepubliceerd.
Het plaatsen van zo'n toplessfoto die de hele pagina beslaat is een typisch Britse traditie. De landelijke Britse dagbladen die een dergelijke pagina hebben, zijn The Sun, de Daily Mirror en de Daily Star. De allereerste page-three girl werd afgedrukt in 1969, toen de Britse krant The Sun voor het eerst werd gedrukt. Maar in 1969 was de page-three girl nog een dagelijkse pin-up-opname. Die veranderde een jaar later, namelijk in 1970, in een toplessfoto. Hiervoor was nog nooit een page-three girl verschenen en ook het idee ervan bestond nog niet.
De pagina is bedacht door de Australische krantenmagnaat Rupert Murdoch, die onder andere de Britse kranten The Sun en The Times bezit. Alle kranten die over een page-three girl beschikken, hebben een vast aantal modellen in dienst die om de beurt voor de camera poseren en in de krant verschijnen. De modellen van de Daily Star die dit doen, worden in de Britse volksmond "Starbabes" genoemd.